# Старорямова
Староря́мова (рос. Старорямова) — присілок у складі Бердюзького району Тюменської області, Росія.
Населення — 403 особи (2010, 428 у 2002).
Національний склад станом на 2002 рік:
- росіяни — 93 %